# Netelia areoleta
Netelia areoleta là một loài tò vò trong họ Ichneumonidae.